# Sir Mix-a-Lot
Sir Mix-a-Lot, właśc.  Anthony Ray (ur. 12 sierpnia 1963 w Seattle) – amerykański raper, autor tekstów i producent muzyczny. W 1992 jego utwór „Baby Got Back” przez pięć tygodni utrzymywał się na czele listy Billboard Hot 100.

## Dyskografia
- Swass (1988)
- Seminar (1989)
- Mack Daddy (1992)
- Chief Boot Knocka (1994)
- Return of the Bumpasaurus (1996)
- Daddy’s Home (2003)